# Сеченьи, Ладислав
Ладислав (III) Сеченьи (венг. Szécsényi (III.) László; 1413—1460) — венгерский землевладелец и дворянин, который служил ишпаном графств Ноград и Хонт с 1440 года до своей смерти. Он был последним мужчиной из некогда могущественной и престижной семьи Сеченьи.

## Семья
Ладислав III родился в семье Сеченьи, которая происходила из рода Качичей и владела большими поместьями в основном в графствах Ноград и Хонт. Единственный сын Ладислава II Сеченьи (? — 1413) и Анны Сечи. Его бабушкой и дедушкой были известные бароны Франк Сеченьи и Питер Сечи («Принц»). Чувствуя близость своей смерти, отец семейства Симон Сеченьи (брат покойного Франка) 9 декабря 1411 года в Леткесе заключил договор наследования со своим племянником Ладиславом II (сыном Франка). Соответственно, его сын Миклош был бы единственным наследником замка Салго (Берзены), который был приобретен Симоном в одиночку десятилетиями ранее, в то время как Тапольчаны (сегодня Топольчани, Словакия) принадлежали ветви Франка. Холлокё и Айнакске (сегодня Хайначка, Словакия) были отнесены к Ладиславу (сыну Франка) и Миклошу (сыну Симона) соответственно, в то время как эти принадлежности (деревни и земли) были разделены между двумя ветвями. Оставшиеся два замка (Сомоско и Бене) и близлежащие деревни стали совместной семейной собственностью, в то время как обе ветви должны были одновременно назначить собственного кастеляна. Симон Сеченьи вскоре умер в январе 1412 года. Год спустя Ладислав II скоропостижно скончался, и Миклош стал владельцем всего имущества Сеченьи. Поскольку Ладислав не упомянул своего сына-тезку в своей последней воле и завещании, можно предположить, что Ладислав III родился посмертно в 1413 году, поскольку его покойный отец не знал о беременности. Младенец Ладислав вырос при дворе Миклоша Сеченьи в замке Салго вместе со своей матерью Анной Сичи. При таких условиях Ладислав III, который впервые упоминается в 1414 году, не получил своего законного наследия.

## Биография
В 1424 году Николас Сеченьи был осужден за подделку монет, и в результате король Сигизмунд Люксембургский конфисковал все его поместья. Гражданин Майнца Эберхард Виндеке также утверждал, что Миклош был ответственен за смерть тезки Ладислава, обвинив его в отравлении, но современные официальные документы не подтверждают это предположение. Историк Пал Энгель приводил доводы в пользу невиновности Миклоша по всем предъявленным обвинениям, поскольку родственники, наиболее непосредственно пострадавшие в ходе двух судебных процессов (в 1345 году Николай был сослан за предполагаемое прелюбодеяние), не поверили обвинениям. Ладислав также сохранил свои отношения с Миклошем, который воспитывал его в детстве. Он даже пытался передать замок Хегьесд в качестве титульного залога нищему Николасу, который он унаследовал по материнской линии в 1426 году, однако Симон Розгони, епископ Веспрема, и его братья сообщили о своем намерении королевскому двору. В результате Сигизмунд, который уже много лет находится за границей, запретил Ладиславу пожертвовать форт своему родственнику в своем письме, написанном 25 сентября 1433 года в Мантуе, во время поездки в Базельский собор. Сигизмунд добавил, что Ладислав может передать замок в залог только Розгони, в соответствии с его инструкцией. Это произошло даже в том году, когда замок Хегьесд стал собственностью рода Розгони.
С 1430-х годов Ладислав Сеченьи постепенно получил свое наследство. В 1431 году он отобрал форт Пака в комитате Зала у своей матери Анны Сечи. Петр Чех из Лева передал ему половину первоначально гуситского форта Надьтапольчаны (сегодня Вельке Топочаны, Словакия) в обмен на половину замка Тапольчаны в мае 1434 года. В 1439 году Петр Чех из Лева передал ему половину первоначально гуситского форта Надьтапольчаны (сегодня Вельке Топочаны, Словакия). король Альберт пожаловал ему значительную часть конфискованного богатства Николаса Сеченьи. 21 деревня, которая частично или полностью принадлежала Айнакскому лордству, в дополнение к половине Римашомбата (сегодня Римавска-Собота, Словакия), были переданы Ладиславу Сеченьи. Однако сам замок был передан семье Палочи. В том же году король также вернул Ладиславу половину земель Сеченьи и принадлежащие ему деревни Алмас и Штрацин. Половина виажа Чуда в комитате Барс также стала собственностью Ладислава Сеченьи к 1435 году. В признании, сделанном на процессе 1446 года, утверждалось, что во время суда над Николасом Сеченьи в 1424 году был подделан документ, который был сфальсифицирован в пользу Ладислава, чтобы предотвратить конфискацию состояния Сеченьи. В документе предполагалось, что братья Симон и Франк ранее получили привилегию, которую невозможно было конфисковать из-за неверности, поскольку другая ветвь должна была унаследовать ее. Нет никаких источников, подтверждающих, что Ладислав когда-либо использовал эту подделку. В 1438 году Миклош Сеченьи умер неженатым и бездетным в изгнании. Он сделал Ладислава наследником своего практически существующего состояния (поскольку считал себя их владельцем), оставив ему все свои замки, города и деревни в Венгрии, кроме Сакаля, который он пожертвовал местному бенедиктинскому монастырю, который должен был быть восстановлен, и попросил Ладислава сделать то же самое со своей собственной половиной. Большая часть богатства и денег, на которые Миклош Сеченьи рассчитывал в своей последней воле и завещании, на самом деле оказалась фикцией. Согласно документу, Миклош завещал Ладиславу все свои «замки, небольшие города, деревни и все другое недвижимое имущество», в дополнение к 10 процентам его денег. Однако он поручал своим родственникам выполнять задания. Кроме того, Ладислав должен был заплатить 11000 дукатов, чтобы получить все официальные документы, касающиеся земельных владений, а также позаботиться о семье и домашнем хозяйстве Николаса. Ладислав не смог оправдать эти ожидания, что привело бы к значительным расходам. Хотя он и послал францисканского монаха в Венецию, где его покойный родственник провел годы изгнания, но после этого он узнал, что ничего не выиграл, так как Миклош завещал ему земли, которыми он больше не владел.
С 1440 года и до своей смерти Ладислав Сеченьи занимал пост ишпана комитатов Ноград и Хонт. Его правление характеризовалось постоянными вторжениями гуситов в Верхнюю Венгрию, включая два вышеупомянутых графства, которые постоянно грабили деревни и грабили регион. В 1440-х годах наемники Яна Искры захватили несколько замков Сеченьи, в том числе Тапольчани. В такой ситуации он поддержал притязания короля Польши Владислава III на венгерский престол во время гражданской войны, которая разразилась после смерти Альберта Габсбурга. Он был членом сословий королевства, которые предложили корону польскому королю в марте 1440 года. В том же году Сеченьи участвовал в нескольких заседаниях Сейма Венгрии. Он был ведущей фигурой про-владиславской лиги в регионе Верхняя Венгрия. Местная знать заключила свои первые два перемирия с наемниками королевы Елизаветы Хаско Шеллендорфом, а затем с Яном Искрой в его поместьях Сечень и Холлокё 9 октября 1441 года и 17 сентября 1442 года соответственно. В сентябре 1443 года в Спишска-Нова-Весе Сеченьи был среди лордов, подписавших перемирие с Яном Искрой, фактическим правителем Верхней Венгрии и сторонником малолетнего Ладислава Посмертного. Богатство Сеченьи страдало от постоянных войн, поэтому в последующие годы он заложил несколько своих земельных владений в качестве обеспечения кредита. Тем не менее, он оставался влиятельным лордом в регионе: регент Янош Хуньяди заключил мир с Яном Искрой в своем поместье Римашомбат в 1446 году. Среди прочего, Хуньяди обязал чешского наемника вернуть замок Тапольчаны в Сеченьи . В 1451 году Янош Хуньяди приказал укрепить свою постоянную резиденцию Сеченьи, которая поглотила значительные суммы.

## Поздняя жизнь
Сечени женился на Барбаре Розгони, дочери королевского судьи Дьердя Розгони. У них было четверо детей. Их единственный сын Янош умер в декабре 1454 года, не оставив наследников. Из их трех дочерей Хедвиг вышла замуж за Альберта Лошонци, в то время как Анна была помолвлена с Яношем Орзагом, сыном палатина Михаэля Орзага. Анна все еще упоминалась как живая в 1484 году, когда она во второй раз вышла замуж за Яноша Пето де Герсе. Третья дочь Сеченьи, Екатерина, упоминается только один раз в 1437 году.
Войны с гуситами привели к тяжелому финансовому положению Сеченьи. Он и его сын Джон предстали перед конвентом Иполисага (сегодня Шаги, Словакия) 27 октября 1454 года, когда они заложили значительную часть богатств Сеченьи (например, Холлокё Сечень, Дьёндьёш и Пата) за шестнадцать тысяч флоринов своему зятю Альберту Лошонци. Его единственный сын Янош умер раньше него в декабре 1454 года. Тем не менее в том же году скорбящий отец сделал заявление в Иполисаге, в котором говорилось, что если он умрет, не оставив наследников мужского пола, две его оставшиеся в живых дочери, Хедвиг и Анна, унаследуют его состояние после их повышения до статуса сына дворянина. После этого Михаэль Орзаг обручил своего сына с еще незамужней Анной. 27 апреля 1455 года Ладислав Сеченьи передал несколько своих земель в залог своим родственникам Михаэлю Орзагу и Альберту Лошонци, которые разделили собственность Ладислава Сеченьи, после того, как Сеченьи не смог вернуть те большие суммы, которые он годами занимал у них для финансирования наемников против гуситов. Три дня спустя, 30 апреля, он подписал контракт о наследии со своими двумя живыми дочерьми в Буде, где он подал в отставку из всех юрисдикций. Хартия не содержала такого пункта, который сделал бы контракт обязательным для несуществующего наследника мужского пола. 28 октября 1456 года король Венгрии Ладислав V даровал статус сына Хедвиге и Анне.
Ладислав Сеченьи скончался в 1460 году как последний мужчина в некогда могущественной семье Сеченьи, процветавшей с 1310-х годов, основанной его прапрадедом, влиятельным бароном Томасом Сеченьи. Он был похоронен 3 апреля 1460 года в Сечени. На его похоронах присутствовали его обширные родственники, в том числе палатин Михаэль Оршаг, королевский судья Ладислав Палоши и Альберт Лошонци, зять Сеченьи и преемник ишпана из графства Ноград. Богатство рода Сеченьи было разделено между семьями Оршаг и Лошонци в последующие годы.